# Ридж-Менор (Флорида)
Ридж-Менор (англ. Ridge Manor) — переписна місцевість (CDP) в США, в окрузі Ернандо штату Флорида. Населення — 4743 особи (2020).

## Географія
Ридж-Менор розташований за координатами 28°29′35″ пн. ш. 82°11′22″ зх. д. / 28.49306° пн. ш. 82.18944° зх. д. (28.492966, -82.189556).  За даними Бюро перепису населення США в 2010 році переписна місцевість мала площу 23,43 км², з яких 22,36 км² — суходіл та 1,07 км² — водойми.

## Демографія
Згідно з переписом 2010 року, у переписній місцевості мешкало 4513 осіб у 1869 домогосподарствах у складі 1263 родин. Густота населення становила 193 особи/км².  Було 2314 помешкання (99/км²).
Расовий склад населення:
| - 93,4 % — білих - 2,3 % — чорних або афроамериканців - 0,5 % — корінних американців - 0,1 % — азіатів - 2,0 % — осіб інших рас |

До двох чи більше рас належало 1,7 %. Частка іспаномовних становила 6,7 % від усіх жителів.
За віковим діапазоном населення розподілялося таким чином: 19,4 % — особи молодші 18 років, 59,2 % — особи у віці 18—64 років, 21,4 % — особи у віці 65 років та старші. Медіана віку мешканця становила 47,0 року. На 100 осіб жіночої статі у переписній місцевості припадало 98,0 чоловіків;  на 100 жінок у віці від 18 років та старших — 97,6 чоловіків також старших 18 років.
Середній дохід на одне домашнє господарство  становив 49 013 долари США (медіана — 36 019), а середній дохід на одну сім'ю — 59 379 доларів (медіана — 49 583). Медіана доходів становила 35 929 доларів для чоловіків та 32 237 доларів для жінок. За межею бідності перебувало 19,6 % осіб, у тому числі 32,2 % дітей у віці до 18 років та 10,1 % осіб у віці 65 років та старших.
Цивільне працевлаштоване населення становило 1779 осіб. Основні галузі зайнятості: освіта, охорона здоров'я та соціальна допомога — 24,0 %, публічна адміністрація — 12,4 %, роздрібна торгівля — 11,4 %.